# Balduí III de Jerusalem

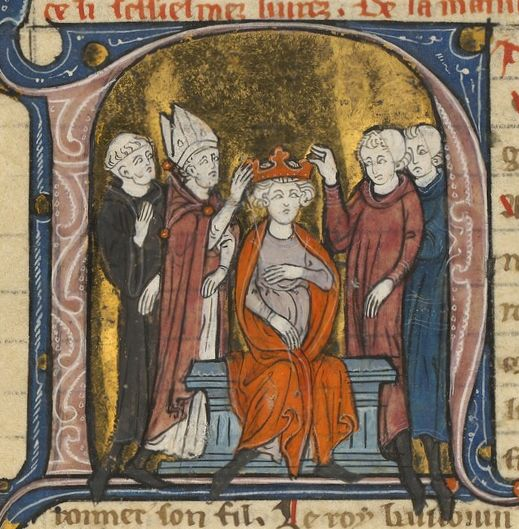
Coronació de Balduí III

Balduí III (1130 – 10 de febrer de 1162) va ser rei de Jerusalem de 1143 a 1162. Era el fill major de Melisenda i Folc el Jove de Jerusalem, i net de Balduí II de Jerusalem.

## Successió
Balduí tenia 13 anys quan va morir el seu pare Folc, i el regne va passar a la seva mare Melisenda, filla de Balduí II. Amb una dona i un nen en el tron de Jerusalem, la situació política no era fàcil: els principats croats del nord tendien a marcar la seva independència, i no hi havia rei per dirigir l'exèrcit. Zengi, al nord de Síria amenaçava des de Mossul i Alep, i buscava afegir Damasc als seus territoris. El 1144, va prendre Edessa, un esdeveniment que donaria lloc a la convocatòria de la Segona Croada.
Aquesta croada va trigar a arribar a Jerusalem, i mentrestant, Zengi va ser assassinat (1146) i succeït pel seu fill Nur al-Din, que tenia les mateixes intencions sobre Damasc. Jerusalem es va aliar amb Damasc per a la seva mútua protecció, encara que després els de Damasc es van aliar en contra de Jerusalem.

## Segona Croada
El 1148 va arribar la croada, liderada per Lluís VII de França, la seva dona Leonor d'Aquitània i Conrad III. La consegüent reunió de croats va decidir atacar Damasc, atac que fou un fracàs i la ciutat va caure en mans de Nur al-Din. El 1149 els croats van tornar a Europa, deixant un regne més afeblit, la qual cosa va aprofitar Nur al-Din per envair el Principat d'Antioquia. Balduí va acudir en la seva ajuda per aconseguir la regència del principat. També va perdre l'última resta del comtat d'Edessa a favor de l'emperador romà d'Orient Manuel I Comnè el 1150.

## Guerra civil
El 1152 feia set anys que Balduí havia arribat a la majoria d'edat, i va demanar majors poders. Des de 1150 s'havia anat separant de la seva mare, i Balduí va culpar al patriarca Manasès d'això. El 1152 va demanar al patriarca una segona coronació en solitari, que li va ser denegada. Va acordar amb la seva mare dirimir les seves diferències a la Haute Cour; la qual va decidir dividir el regne en dues unitats administratives: el nord (Galilea) amb Acre i Tir per Balduí, i el sud, més ric (la Judea i Samaria) per a Melisenda, amb Nablus i la pròpia Jerusalem. La solució no va agradar a cap dels dos, i a les poques setmanes Balduí va envair el sud. Melisenda amb el seu fill menor Amalrico i altres van buscar refugi a la torre de David. La mediació de l'Església entre mare i fill va suposar la concessió de la ciutat de Nablus i les seves terres a Melisenda per a tota la vida, i el jurament solemne de Balduí de mantenir la pau. Melisenda havia "perdut" la guerra civil amb el seu fill, però va mantenir gran influència i va evitar ser reclosa en un convent per a tota la vida.

## Recuperació
Durant la guerra civil, Nur al-Din va consolidar el seu poder a Damasc. Amb Síria unida sota un sol poder, Jerusalem només podia mirar cap al sud, cap a Egipte, si volia expandir-se. Egipte també estava afeblit per les guerres civils. Cap a 1150 Balduí va reforçar Gaza davant la pressió egípcia des d'Ascaló, i el 1153 va aconseguir prendre la pròpia Ascaló. Un any abans també havia derrotat un intent d'invasió dels ortúquides.
El 1156 es va veure obligat a signar un tractat amb Nur al-Din; però a l'hivern de 1157-1158, va dirigir una expedició contra Síria, encara que va haver de retirar-se per una disputa interna dels croats. Així i tot, va poder ocupar Harim, un antic territori d'Antioquia, i el 1158 va derrotar el mateix Nur al-Din.

## Aliança romana d'Orient
La modesta recuperació de Balduí li va conferir prestigi suficient per buscar esposa a l'Imperi Romà d'Orient. El 1157 va negociar amb l'emperador Manuel I i es va decidir el seu matrimoni amb Teodora Comnena, neboda de l'emperador. L'aliança era més favorable per a Constantinoble que per a Jerusalem perquè Balduí va haver de reconèixer la sobirania romana d'Orient sobre Antioquia.
Les relacions entre Jerusalem i Constantinoble van millorar i el 1159 Balduí va conèixer a Manel a Antioquia. Es van fer amics i Manel, adoptant els costums i vestidures occidentals va participar en un torneig contra Balduí. A la fi d'aquest any, Balduí va passar a ser regent d'Antioquia de nou (car Reinald de Châtillon havia estat capturat en batalla), però això va ofendre Manel, que considerava Antioquia territori imperial. L'emperador va reforçar els seus llaços amb el principat el 1160 en casar-se amb María de Antioquía, cosina de Balduí.

## Mort
La reina Melisenda va morir el 1161 i Balduí va morir a Beirut l'any següent. Segons certs rumors, havia estat enverinat a Antioquia pel seu metge, un sirià ortodox. Teodora, la reina vídua només tenia 16 anys i cap fill. A Balduí el va succeir el seu germà Amalric I.

## Caràcter personal
Guillem de Tir, que el va conèixer personalment, dona la següent descripció del rei:
Va rebre una magnífica educació, parlava bé i era molt intel·ligent. Dedicava molt temps a la lectura d'obres d'història i tenia coneixements del ius consuetudinarium del regne, que seria recopilat per juristes posteriors com Joan d'Ibelin i Felip de Novara en les Assises de Jerusalem. Va respectar la propietat eclesiàstica i no la va carregar d'impostos. Va ser popular i respectat pels seus súbdits, i es va guanyar també el respecte dels seus enemics, com Nur al-Din, qui va dir a la seva mort: "els francs han perdut un príncep com no n'existeix cap en el moment present".